# Alexander Tyuryumin
Alexander Vladimirovich Tyuryumin (em russo:  Александр Владимирович Тюрюмин; Moscou, 20 de Março de 1980) é um piloto russo de corridas. Disputou a primeira temporada da A1 Grand Prix.